# Bonsucesso Futebol Clube
Il Bonsucesso Futebol Clube, noto anche semplicemente come Bonsucesso, è una società calcistica brasiliana con sede nella città di Rio de Janeiro, capitale dello stato di Rio de Janeiro.

## Storia
Il 12 agosto 1913, il club è stato fondato. Nel 1924, il Bonsucesso è stato finalista del Campionato Carioca della LMDT (Liga Metropolitana de Desportos Terrestres). Il club venne sconfitto dal Vasco da Gama in finale. Leônidas da Silva, soprannominato il diamante nero, ha giocato nel Bonsucesso nel 1931 e nel 1932. Nel 1935, un calciatore del Bonsucesso chiamato Emiliano Ramos, soprannominato China, è stato il capocannoniere del Campionato Carioca con 16 gol.
Nel 1980, il club ha partecipato al Campeonato Brasileiro Série B, dove è stato eliminato alla seconda fase. Nel 1983, il club ha partecipato di nuovo al Campeonato Brasileiro Série B, dove è stato eliminato alla prima fase.

## Palmarès

### Competizioni statali
- Campeonato Carioca Série B: 7

1921, 1926, 1927, 1928, 1981, 1984, 2011
- Campeonato Carioca Série C: 1

2003
- Copa Rio: 1

2019

### Competizioni giovanili
- Campionato Carioca Sub-20: 1

1939

### Altri piazzamenti
- Campionato Carioca:

Secondo posto: 1924
Terzo posto: 1952